# Amalocichla
Genre
Amalocichla est un genre de passereaux de la famille des Petroicidae. Il comprend deux espèces de pseudobrèves.

## Répartition
Ce genre se trouve à l'état naturel en Nouvelle-Guinée,.

## Liste alphabétique des espèces
Selon la classification de référence du Congrès ornithologique international (version 8.2, 2018) :
- Amalocichla incerta (Salvadori, 1876) — Petite Grive d'orient, Petite Pseudobrève
  - Amalocichla incerta brevicauda (De Vis, 1894)
  - Amalocichla incerta incerta (Salvadori, 1876)
- Amalocichla sclateriana De Vis, 1892 — Bengali rouge, Grande Grive d'orient, Grande Pseudobrève
  - Amalocichla sclateriana occidentalis Rand, 1940
  - Amalocichla sclateriana sclateriana De Vis, 1892